# Lijst van spelers van het voetbalelftal van de Sovjet-Unie
Deze lijst van spelers van het voetbalelftal van de Sovjet-Unie geeft een overzicht van alle voetballers die minimaal 31 interlands achter hun naam hebben staan voor de Sovjet-Unie.

## Overzicht
De vlagjes geven aan uit welke deelrepubliek de voetballers afkomstig waren. Namen worden weergegeven zoals ze toen bekend waren in de Russische spelling, de spelers uit Oekraïne zijn intussen ook bekend onder hun Oekraïense naam.
| №  | Naam speler             | Interlands | Goals | Debuut     | Laatst     |
| -- | ----------------------- | ---------- | ----- | ---------- | ---------- |
| 1  | Oleg Blochin            | 112        | 42    | 16/07/1972 | 21/09/1988 |
| 2  | Rinat Dasajev           | 91         | 0     | 05/09/1979 | 09/06/1990 |
| 3  | Albert Sjesternjov      | 90         | 0     | 10/09/1961 | 27/10/1971 |
| 4  | Anatoli Demjanenko      | 80         | 6     | 23/09/1981 | 18/06/1990 |
| 5  | Vladimir Bessonov       | 79         | 4     | 28/07/1977 | 13/06/1990 |
| 6  | Sergej Alejnikov        | 77         | 6     | 28/03/1984 | 18/06/1992 |
| 7  | Lev Jasjin              | 74         | 0     | 08/09/1954 | 16/07/1967 |
| 8  | Moertaz Choertsilava    | 69         | 6     | 03/10/1965 | 05/08/1973 |
| 9  | Oleg Protasov           | 68         | 29    | 28/03/1984 | 13/11/1991 |
| 10 | Valeri Voronin          | 66         | 5     | 04/09/1960 | 21/05/1968 |
| 11 | Oleg Koeznetsov         | 63         | 1     | 22/01/1986 | 18/06/1992 |
| 12 | Vladimir Kaplitsjny     | 62         | 0     | 03/03/1968 | 30/10/1974 |
| 13 | Valentin Ivanov         | 59         | 26    | 26/06/1956 | 04/07/1965 |
| 14 | Vagiz Chidijatoellin    | 58         | 6     | 06/09/1978 | 18/06/1990 |
| 14 | Gennadi Litovtsjenko    | 58         | 15    | 28/03/1984 | 09/10/1990 |
| 16 | Viktor Kolotov          | 55         | 22    | 28/10/1970 | 14/05/1978 |
| 17 | Igor Netto              | 54         | 4     | 15/07/1952 | 16/05/1965 |
| 18 | Igor Tsjislenko         | 53         | 20    | 03/10/1959 | 01/06/1968 |
| 19 | Jevgeni Lovtsjev        | 52         | 1     | 25/07/1969 | 30/04/1977 |
| 20 | Anatoli Banisjevski     | 50         | 19    | 04/07/1965 | 18/06/1972 |
| 21 | Leonid Boerjak          | 49         | 8     | 20/05/1974 | 09/10/1983 |
| 21 | Revaz Dzodzoeasjvli     | 49         | 0     | 20/02/1969 | 20/05/1974 |
| 21 | Vladimir Moentjan       | 49         | 7     | 01/08/1968 | 26/05/1976 |
| 21 | Tengiz Soelakvelidze    | 49         | 2     | 26/03/1980 | 15/06/1988 |
| 25 | Slava Metreveli         | 48         | 11    | 28/09/1958 | 06/05/1970 |
| 25 | Jevgeni Roedakov        | 48         | 0     | 7/03/1968  | 22/05/1976 |
| 27 | Anatoli Konkov          | 47         | 8     | 28/04/1971 | 11/10/1978 |
| 27 | Vasili Rats             | 47         | 4     | 23/04/1986 | 09/06/1990 |
| 29 | Aleksandr Tsjivadze     | 46         | 3     | 26/03/1980 | 18/04/1987 |
| 29 | Joeri Gavrilov          | 46         | 10    | 19/11/1978 | 30/10/1985 |
| 31 | Sergej Baltatsja        | 45         | 2     | 12/07/1980 | 25/06/1988 |
| 32 | Vladimir Onisjtsjenko   | 44         | 11    | 07/06/1972 | 18/05/1977 |
| 33 | Valentin Afonin         | 42         | 0     | 04/09/1965 | 28/10/1970 |
| 34 | Aleksej Michailitsjenko | 41         | 9     | 29/04/1987 | 18/06/1992 |
| 34 | Aleksandr Zavarov       | 41         | 6     | 07/08/1985 | 18/06/1990 |
| 36 | Edoeard Malofejev       | 40         | 6     | 22/09/1963 | 08/06/1968 |
| 36 | Jozjef Sabo             | 40         | 8     | 03/10/1965 | 08/09/1972 |
| 38 | Anatoli Bisjovets       | 39         | 15    | 16/10/1966 | 06/07/1972 |
| 39 | Edoeard Streltsov       | 38         | 25    | 26/06/1955 | 04/05/1968 |
| 40 | Gennadi Jevrjoezjchin   | 37         | 6     | 23/10/1966 | 17/10/1973 |
| 40 | Sergej Rodionov         | 37         | 8     | 27/08/1980 | 28/03/1990 |
| 42 | Andrej Zygmantovitsj    | 36         | 3     | 28/03/1984 | 18/06/1990 |
| 43 | Michail Meschi          | 35         | 4     | 06/09/1959 | 20/04/1966 |
| 44 | Aleksandr Boebnov       | 34         | 1     | 28/07/1977 | 28/10/1987 |
| 44 | Fjodor Tsjerenkov       | 34         | 12    | 12/09/1979 | 25/04/1990 |
| 44 | Joeri Istomin           | 34         | 0     | 29/11/1967 | 10/09/1972 |
| 44 | Choren Oganesjan        | 34         | 6     | 14/10/1979 | 10/10/1984 |
| 48 | Igor Belanov            | 33         | 8     | 02/05/1985 | 25/04/1990 |
| 48 | Galimzjan Choesainov    | 33         | 4     | 17/08/1960 | 10/09/1969 |
| 48 | Anatoli Masljonkin      | 33         | 1     | 21/08/1955 | 10/06/1962 |
| 51 | Sergei Gotsmanov        | 31         | 2     | 15/05/1984 | 21/09/1988 |
| 51 | Anatoli Iljin           | 31         | 16    | 15/07/1952 | 03/10/1959 |
| 51 | Vladimir Trosjkin       | 31         | 1     | 19/04/1972 | 18/05/1977 |

FFUSSR · A-internationals · Bondscoaches · Vrouwenelftal van de Sovjet-Unie · Sovjet-Unie U18 · Sovjet-Unie U16
1920 – 1929 · 
1950 – 1959 · 
1960 – 1969 · 
1970 – 1979 · 
1980 – 1989 · 
1990 – 1992
EK 1960 · 
EK 1964 · 
EK 1968 · 
EK 1972 · 
EK 1976 · 
EK 1980 · 
EK 1984 · 
EK 1988 · 
EK 1992** 
WK 1958 · 
WK 1962 · 
WK 1966 · 
WK 1970 · 
WK 1974 · 
WK 1978 · 
WK 1982 · 
WK 1986 · 
WK 1990
OS 1952 ·
OS 1956 ·
OS 1960 · 
OS 1964 · 
OS 1968 · 
OS 1972 ·
OS 1976 ·
OS 1980 ·
OS 1984 · 
OS 1988
1923 · 
1924 · 
1925 · 
1926–1951 · 
1952 · 
1953 · 
1954 · 
1955 · 
1956 · 
1957 · 
1958 · 
1959 · 
1960 · 
1961 · 
1962 · 
1963 · 
1964 · 
1965 · 
1966 · 
1967 · 
1968 · 
1969 · 
1970 · 
1971 · 
1972 · 
1973 · 
1974 · 
1975 · 
1976 · 
1977 · 
1978 · 
1979 · 
1980 · 
1981 · 
1982 · 
1983 · 
1984 · 
1985 · 
1986 · 
1987 · 
1988 · 
1989 · 
1990 · 
1991 · 
1992** 
Algerije ·
Argentinië ·
België ·
Brazilië ·
Bulgarije ·
Canada ·
Chili ·
China ·
Colombia ·
Costa Rica ·
Cyprus ·
DDR ·
Denemarken ·
Duitsland ·
El Salvador ·
Engeland ·
Finland ·
Frankrijk ·
Griekenland ·
Guatemala ·
Hongarije ·
Ierland ·
IJsland ·
India ·
Iran ·
Israël ·
Italië ·
Japan ·
Joegoslavië ·
Kameroen ·
Koeweit ·
Luxemburg ·
Marokko ·
Mexico ·
Nederland ·
Nieuw-Zeeland ·
Noord-Ierland ·
Noord-Korea ·
Noorwegen ·
Oostenrijk ·
Peru ·
Polen ·
Portugal ·
Roemenië ·
Schotland ·
Spanje ·
Syrië ·
Tsjecho-Slowakije ·
Tunesië ·
Turkije ·
Uruguay ·
Verenigde Staten ·
Wales ·
Zweden ·
Zwitserland
België (1982) ·
Duitsland (1972) ·
Joegoslavië (1960) ·
Nederland (1988) ·
Polen (1982) ·
Spanje (1964)
** = Onder de naam Gemenebest van Onafhankelijke Staten